# Sinoxylon
Genre
Sinoxylon est un genre d'insectes coléoptères de la famille des Bostrichidae.

## Liste d'espèces
Selon Catalogue of Life (17 août 2013) :
- Sinoxylon anale
- Sinoxylon angolense
- Sinoxylon atratum
- Sinoxylon beesoni
- Sinoxylon bellicosum
- Sinoxylon birmanum
- Sinoxylon brazzai
- Sinoxylon bufo
- Sinoxylon cafrum
- Sinoxylon capillatum
- Sinoxylon ceratoniae
- Sinoxylon circuitum
- Sinoxylon crassum
- Sinoxylon cucumella
- Sinoxylon cuneolus
- Sinoxylon dichroum
- Sinoxylon divaricatum
- Sinoxylon doliolum
- Sinoxylon epipleurale
- Sinoxylon erasicauda
- Sinoxylon eucerum
- Sinoxylon flabrarius
- Sinoxylon fuscovestitum
- Sinoxylon indicum
- Sinoxylon japonicum
- Sinoxylon lesnei
- Sinoxylon luzonicum
- Sinoxylon lycturum
- Sinoxylon malaccanum
- Sinoxylon mangiferae
- Sinoxylon marseuli
- Sinoxylon muricatum
- Sinoxylon oleare
- Sinoxylon pachyodon
- Sinoxylon parviclava
- Sinoxylon perforans
- Sinoxylon philippinense
- Sinoxylon pubens
- Sinoxylon pugnax
- Sinoxylon pygmaeum
- Sinoxylon rejectum
- Sinoxylon ruficorne
- Sinoxylon rufobasale
- Sinoxylon rugicauda
- Sinoxylon senegalense
- Sinoxylon succisum
- Sinoxylon sudanicum
- Sinoxylon tignarium
- Sinoxylon transvaalense
- Sinoxylon unidentatum
- Sinoxylon verrugerum
- Sinoxylon villosum

Selon ITIS (17 août 2013) :
- Sinoxylon anale Lesne, 1897
- Sinoxylon angolense Lesne, 1906
- Sinoxylon atratum Lesne, 1897
- Sinoxylon beesoni Lesne, 1931
- Sinoxylon bellicosum Lesne, 1906
- Sinoxylon birmanum Lesne, 1906
- Sinoxylon brazzai Lesne, 1895
- Sinoxylon bufo Lesne, 1906
- Sinoxylon cafrum Lesne, 1905
- Sinoxylon capillatum Lesne, 1895
- Sinoxylon ceratoniae (Linnaeus, 1758)
- Sinoxylon circuitum Lesne, 1897
- Sinoxylon crassum Lesne, 1897
- Sinoxylon cucumella Lesne, 1906
- Sinoxylon cuneolus Lesne, 1906
- Sinoxylon dichroum Lesne, 1906
- Sinoxylon divaricatum Lesne, 1906
- Sinoxylon doliolum Lesne, 1905
- Sinoxylon epipleurale Lesne, 1906
- Sinoxylon erasicauda Lesne, 1906
- Sinoxylon eucerum Lesne, 1932
- Sinoxylon flabrarius Lesne, 1906
- Sinoxylon fuscovestitum Lesne, 1919
- Sinoxylon indicum Lesne, 1897
- Sinoxylon japonicum Lesne, 1895
- Sinoxylon lesnei Vrydagh, 1955
- Sinoxylon luzonicum Lesne, 1932
- Sinoxylon lycturum Lesne, 1936
- Sinoxylon malaccanum Lesne, 1930
- Sinoxylon mangiferae Chûjô, 1936
- Sinoxylon marseuli Lesne, 1895
- Sinoxylon oleare Lesne, 1932
- Sinoxylon pachyodon Lesne, 1906
- Sinoxylon parviclava Lesne, 1918
- Sinoxylon perforans (Schrank, 1789)
- Sinoxylon philippinense Lesne, 1938
- Sinoxylon pubens Lesne, 1906
- Sinoxylon pugnax Lesne, 1904
- Sinoxylon pygmaeum Lesne, 1897
- Sinoxylon rejectum (Hope, 1845)
- Sinoxylon ruficorne Fåhraeus, 1871
- Sinoxylon rufobasale Fairmaire, 1888
- Sinoxylon rugicauda Lesne, 1929
- Sinoxylon senegalense Karsch, 1881
- Sinoxylon sexdentatum (Olivier, 1790)
- Sinoxylon succisum Lesne, 1895
- Sinoxylon sudanicum Lesne, 1895
- Sinoxylon tignarium Lesne, 1902
- Sinoxylon transvaalense Lesne, 1895
- Sinoxylon unidentatum (Fabricius, 1801)
- Sinoxylon verrugerum Lesne, 1906
- Sinoxylon villosum Lesne, 1895

Selon NCBI (17 août 2013) :
- Sinoxylon anale
- Sinoxylon conigerum
- Sinoxylon ruficorne
- Sinoxylon senegalense